# Дом на колёсах (фильм)
«Дом на колёсах» (фр. Mobile Home) — комедийная драма производства Бельгии, Люксембурга и Франции, поставленная в 2012 году режиссёром Франсуа Пиро. Премьера ленты состоялась 4 августа 2012 на кинофестивале в Локарно. Фильм был номинирован на бельгийскую национальную кинопремию «Магритт» 2013 года в семи категориях, в двух из которых он получил награды.

## Сюжет
Симон бросает работу, подругу и оставляет город, чтобы вернуться в родное село, где живут его родители-пенсионеры. Там он встречает своего друга Жюльена, живущего со своим отцом, который перенёс тяжёлую болезнь. Как-то вечером, без особых раздумий, тридцатилетние мужчины решают воплотить свою подростковую мечту: отправиться в дорожное путешествие. Они покупают автофургон для кемпинга и начинают с энтузиазмом реализовать свой проект, но неожиданно тот ломается. Это задерживает отъезд путешественников, но отнюдь не охлаждает их рвение. Поэтому они начинают путешествовать по местам вблизи села. Иногда они подрабатывают, чтобы отремонтировать фургон и накопить денег для длительной поездки. За это время Симон и Жюльен заводят новые знакомства и, наконец, приходят к пониманию того, чего на самом деле хотели больше всего в жизни.

## В ролях
| Актёр           | Роль     |
| --------------- | -------- |
| Артур Дюпон     | Симон    |
| Гийом Гуи       | Жюльен   |
| Жан-Поль Боннер | Люк      |
| Клодин Пеллетье | Моник    |
| Жаки Берройе    | Жан-Мари |

## Награды и номинации
Список наград и номинаций приведён согласно сайту IMDb.
| Год  | Фестиваль / Премия      | Награда / Категория                             | Номинанты                         | Результат |
| ---- | ----------------------- | ----------------------------------------------- | --------------------------------- | --------- |
| 2012 | Кинофестиваль в Локарно | «Золотой леопард»                               | Франсуа Пиро                      | Номинация |
| 2012 | Кинофестиваль в Локарно | Приз юного жюри                                 | Франсуа Пиро                      | Номинация |
| 2013 | «Магритт»               | Лучший фильм                                    | «Дом на колёсах»                  | Номинация |
| 2013 | «Магритт»               | Лучший режиссёр                                 | Франсуа Пиро                      | Номинация |
| 2013 | «Магритт»               | Лучший оригинальный или адаптированный сценарий | Франсуа Пиро                      | Номинация |
| 2013 | «Магритт»               | Лучшая актриса второго плана                    | Катрин Сале                       | Номинация |
| 2013 | «Магритт»               | Самый многообещающий актёр                      | Гаэль Малю                        | Номинация |
| 2013 | «Магритт»               | Самая многообещающая актриса                    | Энн-Паскаль Клэрембур             | Победа    |
| 2013 | «Магритт»               | Лучшая оригинальная музыка                      | Франсуа Пиро, Coyote и Рено Майёр | Победа    |